# Ланг, Роберт (продюсер)
Ро́берт Джон «Матт» Ланг (англ. Robert John Mutt Lange, [læŋ]; родился 11 ноября 1948 года, Муфулира) — музыкальный продюсер. Работал с Def Leppard, AC/DC, Бритни Спирс, Boomtown Rats, Брайаном Адамсом, Maroon 5, Шанайей Твейн, Nickelback, Леди Гага и Muse.

## Биография
Роберт родился в семье белого южноафриканца и немки 16 ноября 1948 г. Ещё в школе увлекся музыкой. Со временем в нём проявились способности не только к написанию мелодий и их обработке, но и коммуникабельности, что позже способствовало успешной совместной работе с исполнителями разных стилей. Его всегда отличали трудолюбие, методичность и в то же время нестандартность, умение находить новое звучание в рамках выбранного исполнителем стиля. Песни, в создании которых он принимал участие, неизменно становились хитами по обе стороны Атлантики. Ему по праву принадлежат звания данные ему музыкантами — «мистер суперуспех», «незаметный гений».
Мэт довольно успешно работал с такими исполнителями как Def Leppard, AC/DC, Boomtown Rats, Брайан Адамс, Шанайя Твейн и Nickelback.
Как правило, его появление в студии неизменно придавало новый импульс для творчества даже известных групп. Достаточно вспомнить, что именно с альбома «Highway to Hell», который, в значительной степени, был спродюсирован Мэтом, группа AC/DC встала на новую саунд-платформу, чтобы со следующим альбомом «Back in Black» совершить головокружительный взлет и встать в авангарде стиля хэви-метал. Более того, они популяризировали этот стиль настолько, что он стал визитной карточкой 1980-х вместе с «новой волной».
Следующий проект в котором принимал участие Ланг, он по праву называет «своим». Такая мега-группа как Def Leppard в значительной степени обязана «Мэтту» своим фирменным саундом, характеризующимся сдвоенными рифами, ритмичным и запоминающимся музыкальным рисунком и гармоничным сочетанием соло и бэк-вокала. Качество звучания в спродюсированном Лангом альбоме Hysteria такого уровня, что он до сего дня, наряду с альбомом The Wall группы Pink Floyd, применяется меломанами для тестирования аудиосистем.
С первого альбома, по устоявшейся традиции, Ланг меняет звучание не только инструментов, но и вокал, заставляя солиста Джо Эллиотта брать более высокие ноты и петь на грани срыва. В результате группа приобретает (несмотря на стандартные музыкальные ходы) оригинальное звучание и становится узнаваемой с первых секунд мелодии.
Альбомы High'n'Dry (1981), Pyromania (1983), Hysteria (1987) становятся новой вехой в карьере не только Def Leppard, но и Мэта. Теперь он для всего музыкального мира «мистер успех». Ему наперебой предлагают работу с самыми известными исполнителями, но Мэт не торопясь выбирает только тех с кем «интересно создать то, что никто ещё не создавал».
В начале 1990-х Ланг записывает для Брайана Адамса два самых популярных альбома этого канадского певца: Walking Up The Neighbours (1991) и So Far, So Good (1993) с суперхитом «Please Forgive Me».
В 1993 году он серьёзно увлекается кантри-певицей Шанайей Твейн, будущей своей женой. С ней он создает самый успешный в истории кантри альбом Come On Over (04.11.1997). Альбом установил новые мировые рекорды, став самым продаваемым альбомом, записанным женщиной за всю историю, самым продаваемым альбомом в стиле кантри, самым продаваемым альбомом 1990-х и одним из самых продаваемых альбомов в истории музыки.
15 мая 2008 года официально объявлено о разрыве отношений между Робертом Лангом и Шанайей Твейн. Мэт с головой уходит в новый проект и записывает вместе с Nickelback альбом Dark Horse, вышедший уже 18 ноября 2008 г. на лейбле Roadrunner Records. Придав, как это всегда делал Лэнг, группе нестандартные оттенки в звучании, он вывел её на первые строки хит-парадов по всему миру, повторив то, что уже делал со всеми, с кем ему приходилось работать.

## Дискография

### Спродюсированные альбомы
Альбомы, на которых Ланг продюсировал не менее трёх композиций.
- City Boy — City Boy (1976)
- City Boy — Dinner at the Ritz (1976)
- Graham Parker — Heat Treatment (1976)
- Supercharge — Local Lads Make Good (1976)
- The Motors — The Motors (1977)
- City Boy — Young Men Gone West (1977)
- Clover — Love On The Wire (1977)
- Clover — Unavailable, 1977
- Supercharge — Horizontal Refreshment (1977)
- The Boomtown Rats — The Boomtown Rats (1977)
- The Rumour — Max (1977)
- Savoy Brown — Savage Return (1978)
- Michael Stanley Band — Cabin Fever (1978)
- City Boy — Book Early (1978)
- Outlaws — Playin' to Win (1978)
- The Boomtown Rats — A Tonic for the Troops (1978)
- Deaf School — English Boys/Working Girls (1978)
- City Boy — The Day the Earth Caught Fire (1979)
- The Records — Shades un Bed (1979)
- Supercharge — Body Rhythm (1979)
- The Boomtown Rats — The Fine Art of Surfacing (1979)
- AC/DC — Highway to Hell (1979)
- Broken Home — Broken Home (1979)
- AC/DC — Back in Black (1980)
- AC/DC — For Those About to Rock (We Salute You) (1981)
- Def Leppard — High 'N' Dry (1981)
- Foreigner — 4 (1981)
- Def Leppard — Pyromania (1983)
- The Cars — Heartbeat City (1984)
- Def Leppard — Hysteria (1987)
- Romeo's Daughter — Romeo’s Daughter (1988)
- Билли Оушен — Tear Down These Walls (1989)
- Брайан Адамс — Waking Up the Neighbours (1991)
- Def Leppard — Adrenalize (1992; исполнительный продюсер)
- Майкл Болтон — The One Thing (1993)
- Stevie Vann — Stevie Vann (1995)
- Брайан Адамс — 18 'Til I Die (1996)
- Шанайя Твейн — The Woman in Me (1995)
- Шанайя Твейн — Come On Over (1997)
- The Corrs — In Blue (2000)
- Шанайя Твейн — Up! (2002)
- Шанайя Твейн — Greatest Hits (2004)
- Nickelback — Dark Horse (2008)
- Maroon 5 — Hands All Over (2010)
- Muse — Drones (2015)

### Спродюсированные альбомные песни
Альбомы, на которых Ланг продюсировал минимум одну композицию.
- Stephen — Right on Running Man (1974/5)
- XTC — «This Is Pop» (single version), (1978)[2]
- Билли Оушен — Suddenly (1984)
- Билли Оушен — Love Zone (1986)
- Селин Дион — All The Way... A Decade of Song (1999)
- Backstreet Boys — Backstreet's Back (1997)
- Backstreet Boys — Millennium (1999)
- Селин Дион — A New Day Has Come, (2002)
- Брайан Адамс — Room Service (2004)
- Anne Murray — Anne Murray Duets: Friends & Legends (2007)
- Брайан Адамс — 11 (2008)
- Тара Блейз — Great Escape («Make You») (2008)
- Леди Гага — «Yoü and I» из альбома Born This Way (2011)

### Альбомные песни, написанные самостоятельно или в соавторстве
- Джессика Эндрюс — «I’ll Take Your Heart» из альбома Heart Shaped World (1999)
- Backstreet Boys — «If You Want It to Be Good Girl (Get Yourself a Bad Boy)» из альбома Backstreet's Back (1997)
- Backstreet Boys — «It’s Gotta Be You» из альбома Millennium (1999)
- Blackhawk — «I'm Not Strong Enough to Say No» из альбома Strong Enough (1995)
- Билли Рэй Сайрус — «Only God (Could Stop Me Loving You)» из альбома Storm in the Heartland (1994)
- Бонни Тайлер — «I Cry Myself to Sleep at Night» из альбома Angel Heart (1992)
- Бритни Спирс — «Don't Let Me Be the Last to Know» из альбома Oops!… I Did It Again (2000)
- The Corrs — «Breathless» из альбома In Blue
- The Corrs — «All the Love in the World» из альбома In Blue
- The Corrs — «Irresistible» из альбома In Blue
- Def Leppard — «Photograph» из альбома Pyromania (1983)
- Def Leppard — «Promises», «All Night» и «It’s Only Love» из альбома Euphoria (1999)
- Diamond Rio — «I Thought I’d Seen Everything»

из альбома Unbelievable (1998)
- Emerson Drive — «Only God (Could Stop Me Loving You)» из альбома Emerson Drive (2002)
- Starship — «I Didn’t Mean to Stay All Night» из альбома Love Among the Cannibals, (1989)
- Jonas Brothers — «I'm Gonna Getcha Good!» из альбома Jonas Brothers: The 3D Concert Experience (2009)
- Heart — «Wild Child» и «All I Wanna Do Is Make Love to You» из альбома Brigade (1990)
- Heart — «Will You Be There (In the Morning)» из альбома Desire Walks On (1993)
- Huey Lewis and the News — «Do You Believe in Love» из альбома Picture This (1982)
- Huey Lewis and the News — «It Hit Me Like a Hammer» из альбома Hard at Play (1991)
- Lonestar — «You Walked In» из альбома Crazy Nights (1997)
- Loverboy — «Lovin' Every Minute of It» из альбома Lovin' Every Minute of It (1985)
- Реба Макинтайр — «I’ll Take Your Heart» из альбома Moments and Memories: The Best of Reba (только на австралийской версии) (1998)
- Eddie Money — «Heaven in the Back Seat» из альбома Right Here (1991)
- PJ Powers — «(Let That) River Roll» из альбома Thandeka Talk To Me (2001)
- Chrissy Steele — «I Cry Myself to Sleep at Night» из альбома Magnet To Steele (1991)
- Steps — «Stay with Me Tonight» (как «Stay with Me») из альбома Step One (1998)
- Lari White — «Only God (Could Stop Me Loving You)»

из альбома Stepping Stone (1999; дуэт с Тоби Китом)

## Награды и номинации Грэмми
- 1991 — «(Everything I Do) I Do It for You» — Лучшая песня, написанная специально для фильма или телевидения
- 1995 — The Woman In Me — Лучший альбом в стиле кантри
- 1998 — «You're Still the One» — Лучшая песня в стиле кантри
- 1999 — «Come On Over» — Лучшая песня в стиле кантри